# Nicky Hayen
Nicky Hayen (Sint-Truiden, 16 augustus 1980) is een Belgisch voetbalcoach en voormalig voetballer. Hij speelde op de positie van centrale verdediger onder meer negen seizoenen voor Sint-Truiden en twee seizoenen bij RBC Roosendaal. Sinds 2013 voerde hij verschillende trainersfuncties uit bij onder meer Al-Raed, Sint-Truiden, Haverfordwest County AFC en Club NXT. Sinds 2024 is Hayen hoofdtrainer bij Club Brugge.

## Spelerscarrière
Hayen, een geboren en getogen Truienaar, begon zijn profcarrière bij Sint-Truidense VV in het seizoen 1999–2000. Hij brak al na één seizoen door in het eerste elftal, spelend als voorstopper naast libero Philippe Lenglois onder trainer Willy Reynders. Hij was indertijd voorts jeugdinternational bij België –21 (2000–2001) onder bondscoach Jean-François De Sart en speelde 13 interlands (1 doelpunt). Nadat Jacky Mathijssen Reynders opvolgde, vormde Hayen een sterk centraal duo met de Rwandees Claude Kalisa en werd hij onder meer vierde in het seizoen 2002–03 en verloor hij de bekerfinale tegen La Louvière in 2003. De kopbalsterke verdediger scoorde soms bij een hoekschop. Nadien doofde de kaars uit en zakte STVV weg naar de middenmoot. Hayen speelde in totaal negen seizoenen voor de Limburgse club. Doorgaans was hij een basisspeler. In de zomer van 2008 verkaste Hayen naar RBC Roosendaal in de Nederlandse Eerste Divisie, alwaar hij twee seizoenen zou spelen.
In april 2010 ondertekende hij een tweejarig contract bij de tweedeklasser OH Leuven. Hij maakte zijn debuut tegen FCV Dender EH (1-1) waar hij meteen wist te scoren. In dat seizoen was hij een van de sterkhouders van OHL, dat dat seizoen kampioen in de Belgische tweede klasse werd. Het seizoen 2011–12 werd voor Hayen grondig verstoord door een zware blessure aan de kruisbanden. In augustus 2012 besliste OH Leuven om hem een jaar uit te lenen aan toenmalig tweedeklasser Antwerp FC om hem zodoende meer matchritme te geven.

## Trainerscarrière
In het seizoen 2013–14 was Hayen speler-trainer bij FCV Dender EH. In februari 2014 werd hij na slechte resultaten ontslagen. Vanaf het seizoen 2014–15 ging Hayen aan de slag als trainer bij vierdeklasser KFC Zwarte Leeuw. Daar vertrok hij echter al in september om assistent te worden van Marc Brys bij Najran SC en nadien Al-Raed.
In 2018 kwam hij opnieuw terecht bij STVV, waar hij jeugdtrainer werd. In november 2019 werd hij tijdelijk aangesteld als hoofdcoach na het ontslag van Marc Brys. Begin januari 2020 werd hij opgevolgd door Miloš Kostić. Na zijn passage als interim-trainer werd hij de assistent van hoofdtrainer Kostić, Stef Van Winckel volgde hem op als beloftentrainer.
In juni 2020 werd Hayen aangesteld als nieuwe hoofdtrainer van Waasland-Beveren.
Op 31 december 2021 ondertekende hij een contract als trainer en technisch directeur van anderhalf jaar met optie tot verlenging met één jaar bij Haverfordwest County AFC, een ploeg uit de Cymru Premier. De ploeg stond met zestien punten uit zeventien wedstrijden op de voorlaatste plaats en moest vechten om haar behoud op het hoogste niveau in Wales. Met nog vijf wedstrijden te spelen was het heel moeilijk om de eindronde, die de degradanten zou aanduiden, te ontlopen.
In juni 2022 werd Hayen aangesteld als trainer van Club NXT. Hij verving er Rik De Mil, die T2 werd bij het eerste elftal van Club Brugge. Vanaf maart 2023 was hij voor enkele maanden assistent-trainer van De Mil, die interim-hoofdtrainer was geworden. Na het aanstellen van Ronny Deila als hoofdcoach bij Club Brugge, ging hij terug aan de slag als hoofdcoach van Club NXT. In maart 2024 werd Hayen hoofdtrainer van Club Brugge, na het ontslag van Deila. Hij liet een positieve indruk na, want hij won meteen de titel met Club Brugge na een thriller op de laatste speeldag van de Champions Playoffs tegen stadsgenoot en rivaal Cercle Brugge (0-0). Alleen, deze wedstrijd stond niet onder de leiding van Hayen, maar wel zijn assistent, Michiel Jonckheere, omdat de trainer de speeldag voordien een schorsing opliep.
Het volgend seizoen mocht Club optreden op het hoogste toneel van Europees voetbal, de UEFA Champions League. Club Brugge schopte het met Hayen tot in de 1/8e finales. In de landelijke competitie kon Hayen geen tweede titel op een rij winnen. Toch won Hayen ook dit jaar eremetaal door te winnen van rivaal RSC Anderlecht in de finale van de Beker van België. 

## Statistieken
| Seizoen         | Club                | Competitie      | Competitie | Competitie | Play-off I | Play-off I | Play-off II | Play-off II | Play-off III / Eindr. | Play-off III / Eindr. | Beker | Beker | Europees | Europees | Totaal | Totaal |
| Seizoen         | Club                | Competitie      | Wed.       | Dlp.       | Wed.       | Dlp.       | Wed.        | Dlp.        | Wed.                  | Dlp.                  | Wed.  | Dlp.  | Wed.     | Dlp.     | Wed.   | Dlp.   |
| --------------- | ------------------- | --------------- | ---------- | ---------- | ---------- | ---------- | ----------- | ----------- | --------------------- | --------------------- | ----- | ----- | -------- | -------- | ------ | ------ |
| 1999/00         | Sint-Truidense VV   | Eerste Klasse   | 22         | 1          | nvt        | nvt        | nvt         | nvt         | nvt                   | nvt                   | 4     | 0     | 0        | 0        | 26     | 1      |
| 2000/01         | Sint-Truidense VV   | Eerste Klasse   | 32         | 0          | nvt        | nvt        | nvt         | nvt         | nvt                   | nvt                   | 3     | 0     | --       | --       | 35     | 0      |
| 2001/02         | Sint-Truidense VV   | Eerste Klasse   | 24         | 0          | nvt        | nvt        | nvt         | nvt         | nvt                   | nvt                   | 3     | 0     | --       | --       | 27     | 0      |
| 2002/03         | Sint-Truidense VV   | Eerste Klasse   | 31         | 2          | nvt        | nvt        | nvt         | nvt         | nvt                   | nvt                   | 7     | 1     | --       | --       | 38     | 3      |
| 2003/04         | Sint-Truidense VV   | Eerste Klasse   | 23         | 0          | nvt        | nvt        | nvt         | nvt         | nvt                   | nvt                   | 1     | 0     | 1        | 0        | 25     | 0      |
| 2004/05         | Sint-Truidense VV   | Eerste Klasse   | 18         | 1          | nvt        | nvt        | nvt         | nvt         | nvt                   | nvt                   | 0     | 0     | --       | --       | 18     | 1      |
| 2005/06         | Sint-Truidense VV   | Eerste Klasse   | 29         | 0          | nvt        | nvt        | nvt         | nvt         | --                    | --                    | 4     | 0     | --       | --       | 33     | 0      |
| 2006/07         | Sint-Truidense VV   | Eerste Klasse   | 32         | 0          | nvt        | nvt        | nvt         | nvt         | --                    | --                    | 2     | 0     | --       | --       | 34     | 0      |
| 2007/08         | Sint-Truidense VV   | Eerste Klasse   | 32         | 0          | nvt        | nvt        | nvt         | nvt         | nvt                   | nvt                   | 1     | 0     | --       | --       | 33     | 0      |
| 2008/09         | RBC Roosendaal      | Eerste Divisie  | 35         | 3          | nvt        | nvt        | nvt         | nvt         | --                    | --                    | 1     | 0     | --       | --       | 36     | 3      |
| 2009/10         | RBC Roosendaal      | Eerste Divisie  | 27         | 2          | nvt        | nvt        | nvt         | nvt         | --                    | --                    | 2     | 0     | --       | --       | 29     | 2      |
| 2010/11         | Oud-Heverlee Leuven | Tweede Klasse   | 33         | 3          | nvt        | nvt        | nvt         | nvt         | --                    | --                    | 2     | 0     | --       | --       | 35     | 3      |
| 2011/12         | Oud-Heverlee Leuven | Eerste klasse   | 8          | 1          | --         | --         | 0           | 0           | --                    | --                    | 1     | 0     | --       | --       | 9      | 1      |
| 2012/13         | Oud-Heverlee Leuven | Eerste klasse   | 0          | 0          | --         | --         | --          | --          | --                    | --                    | 0     | 0     | --       | --       | 0      | 0      |
| Carrière totaal | Carrière totaal     | Carrière totaal | 346        | 13         | 0          | 0          | 0           | 0           | 0                     | 0                     | 31    | 1     | 1        | 0        | 378    | 14     |

## Erelijst

### Als trainer
| Belgisch landskampioen | 1× | 2023/24 |
| Beker van België       | 1x | 2024/25 |

| Individueel             |    |      |
| Trofee Raymond Goethals | 1× | 2024 |

## Trivia
- Hij verjaart op dezelfde dag als Philippe Lenglois (°1972). Hayen vormde met de Luikenaar het centrale duo in de verdediging bij Sint-Truiden.